# Малая Карповка (Липецкая область)
Ма́лая Карпо́вка — деревня Домачевского сельсовета Лев-Толстовского района Липецкой области.

## Население
| 1859 | 1897 | 1906 | 2000 | 2010 |
| ---- | ---- | ---- | ---- | ---- |
| 291  | ↗571 | ↗695 | ↘2   | ↘1   |